# Phyllachora ficuum
Phyllachora ficuum är en svampart som beskrevs av Niessl 1881. Phyllachora ficuum ingår i släktet Phyllachora och familjen Phyllachoraceae.   Inga underarter finns listade i Catalogue of Life.